# Quintense
Quintense ist eine deutsche A-Cappella-Band aus Leipzig. Sie besteht aus Sabrina Häckel (Sopran), Katrin Enkemeier (Alt), Stefan Intemann (Tenor), Jonas Enseleit (Bariton, Vocal Percussion) und Martin Lorenz (Bass, Vocal Percussion). Stilistisch bewegt sich die Band im Bereich der Jazz- und Popmusik, wobei sie Grenzen dieser beiden Genre oft miteinander verschwimmen lässt.

## Geschichte
Im Jahr 2015 formierten sich Sabrina Häckel, Katrin Enkemeier, Carsten Göpfert und Jonas Enseleit als Musikstudierende der HMT Leipzig im Hauptfach Jazz- und Popgesang für eine Semesterabschlussprüfung als Vokalensemble. Mit einer kurz darauf folgenden Erweiterung ihrer Besetzung durch Musikstudent und Vokalarrangeur Martin Lorenz gab die Band mit eigenen arrangierten Versionen von bekannten Songs unter dem Namen Quintense erste Konzerte in Leipzig.
Im Jahr 2016 empfahl der ehemalige Jazz-Pop-Chorleiter der HMT Leipzig und ihr damaliger Vocal Coach Juan M.V. Garcia der Band am internationalen A-Capella-Wettbewerb vokal.total in Graz (Österreich) teilzunehmen, wo Quintense unter anderem den 1. Preis in der Kategorie Jazz und den 3. Preis in der Kategorie Pop erhielten. Durch ihre Teilnahme an weiteren A-Cappella-Wettbewerben, darunter der nationale A-Cappella-Award Ulm (2016) oder der international renommierte Wettbewerb des Tampere Vocal Music Festivals (2017) in Tampere (Finnland), erhielten Quintense fünf weitere Erstplatzierungen.
Durch ihre CD-Produktion zusammen mit Musikproduzent Daniel Barke veröffentlichten Quintense im Jahr 2017 ihre erste EP. Darauf sind mit Titeln wie All About That Bass, My Heart With You oder My Favourite Things auch Arrangements zu hören, welche die Band bei ihren Wettbewerbsauftritten spielte.
Mit ihren Wettbewerbserfolgen machten Quintense auf sich aufmerksam und spielten dadurch im Jahr 2018 zunächst eine Vielzahl an Konzerten auf nationaler Ebene. Mit ihrer Konzertrückkehr nach Tampere im Folgejahr 2019, ihrer Teilnahme am Moskow Spring A Cappella Festival 2019 in Moskau (Russland) und einer im gleichen Jahr unternommenen Tour in Taiwan verbreiteten Quintense ihre Musik erstmalig vermehrt international. Dies setzte die Band nach der Coronapandemie mit Konzerten in Österreich, Italien und der Schweiz fort.
Im Jahr 2020 nahmen Quintense mit Musikproduzent Friedemann Petter ihr Weihnachtsalbum Winter Wonderland auf. Wie auch schon bei der EP stammen dabei fast alle Arrangements aus der Feder von Carsten Göpfert (Tenor) und Martin Lorenz (Bass, Vocal Percussion).
Seit dem Bandausstieg von Carsten Göpfert zum Jahresbeginn 2022 ist Tenor Stefan Intemann bei Quintense festes Bandmitglied. In neuer Besetzung war die Band unter anderem als Vorgruppe der Prinzen auf dem Euro 2024 Festival in Leipzig zu hören.

## Diskografie
- 2017: Quintense (EP)
- 2020: Winter Wonderland (LP)
- 2021: Viertel vor Sieben (Single)

## Liste der Programme
- 2016–2019: High Fidelity
- 2019: Finesse
- 2019: Winter Wonderland
- 2023: Morgen Rinder wird's was geben

## Auszeichnungen
- 2016: 1. Preis beim vokal.total Festival in Graz (Österreich) in der Kategorie Jazz[32]
- 2016: 3. Preis beim vokal.total Festival in Graz (Österreich) in der Kategorie Pop[33]
- 2016: Publikumspreis beim vokal.total Festival in Graz (Österreich) in der Kategorie Pop[34][35]
- 2016: 1. Preis beim a-cappella-award Ulm[36] in Ulm (Deutschland)[37]
- 2017: 1. Preis beim Tampere Vocal Music Festival in Tampere (Finnland)[38][39]
- 2017: 1. Preis beim Harmoniefestival in Lindenholzhausen (Deutschland) in der Kategorie vokale Ensembles[40]
- 2017: 1. Preis beim Solala A-Cappella-Festival in Solingen (Deutschland)[41]
- 2017: 1. Preis beim Sächsischen Chorwettbewerb in der Kategorie vokale Ensembles & Sonderpreis für die höchste Jurywertung[42]
- 2022: 2. Platz Weihnachtsalbum Winter Wonderland beim CARA Award in der Kategorie Best Holiday Album or EP[43]
- 2024: 3. Preis beim Aarhus Vocal Festival in Aarhus (Dänemark)

### Nominierungen
- 2018: Nominierung mit Quintense (EP) beim CARA Award in der Kategorie Best Debut Album